# Stéphane Guénin
Pour les articles homonymes, voir Guénin (homonymie).
Stéphane Guénin est un réalisateur français né le 29 juillet 1966 à Neuilly-sur-Seine.

## Biographie
Sa passion pour le cinéma a commencé lorsque ses parents l'ont emmené voir Le Livre de la jungle à l'âge de deux ans, film qui sera notamment suivi par Le Clan des Siciliens, Butch Cassidy et le Kid, Les Trois Jours du Condor, L'Arnaque, Mort d'un pourri, Blade Runner, etc.
Après avoir commencé une carrière d'entraîneur de tennis, il assiste Bob Brett sur le circuit ATP, en parallèle avec un doctorat de droit de l'université Paris II Panthéon-Assas qui l'a conduit notamment à scénariser pour France 3 l’adaptation télévisuelle française du jeu Cluedo, Stéphane Guénin rencontre Jean-Patrick Flandé qui lui offre de travailler sur le financement parallèle des films dans sa société de placement de produits, Film Média Consultant, ce qui lui permit entre autres de participer à des films comme GoldenEye, Taxi, Taxi 2, Les Couloirs du temps : Les Visiteurs 2 ou Ronin. 
Fort de cette expérience, il crée à partir de 1999 sa société de production et de distribution de films, JDM Productions, et sous la houlette de Louis Duschene, il passe à la réalisation de 3 courts-métrages:  Fer 5, Gun ! et Janus, prélude à la production et à la réalisation de son premier long-métrage franco-américain intitulé Le 7e mensonge, qui sera sélectionné dans plusieurs festivals internationaux.
En 2006, Stéphane Guénin s'est associé à Cyril Thirion, puis à Jean-Paul Guénin dans une société de production, de distribution et d'édition vidéo, MatisseFilms, société avec laquelle il a notamment réalisé un documentaire sur l'actrice Diane Haziel à l'occasion du 60e anniversaire du festival de Cannes en 2007, un documentaire sur les coulisses du trophée de France de patinage artistique et un court-métrage intitulé Stigmatize (2009).
Par la suite, il a réalisé le film Trio Solstice (2011), un concert filmé comme une fiction, avec Frédéric Moreau au violon, Pascal Mantin au piano et Robin Defives au violoncelle, le trio interprétant Trio élégiaque de Rachmaninoff, et deux trios de Beethoven et Mendelssohn.
En janvier 2012, Stéphane Guénin devient président de l’un des plus anciens syndicats professionnel de producteurs de films créé en 1972 par Anatole Dauman, l'association française des producteurs de films (AFPF), au sein duquel il occupait les fonctions de Délégué Général depuis 2009. Il est par ailleurs président de la commission "Nouvelles Technologies" de la CPNEF/AV, participe à l'Afdas et est membre du CCHSCT de la production audiovisuelle. Il quitte son poste de président de l'AFPF en septembre 2017.
Toujours en 2012, Stéphane Guénin co-réalise le court-métrage Mission:Apo11o (2012) avec lequel il voyagera dans le monde entier (+ de 35 sélections internationales) et sera notamment honoré d'un Silver Screen Award au Nevada International Film Festival (NIFF), du prix du public du festival des Avant-Premières de Cosne/Loire et du prix du meilleur film au festival international du film de Madeiro en Argentine .
En 2013, Stéphane Guénin a réalisé son second long-métrage, produit Matissefilms et EuroPacific Films LLC intitulé L'Engagement 1.0 présenté en première mondiale à l'AFM à Santa Monica. Le film, sorti en salles en France le 15 décembre 2015, a poursuit son exploitation en salles jusqu'à l'été 2019 avant e'être disponible sur Prime Video, le service de VoD d'Amazon. 
En juillet 2015, Stéphane Guénin devient membre de l'ARP 
En 2015, le film de court-métrage intitulé (Little) Red Riding Hood produit par EuroPacific Films et réalisé par Stéphane Guénin avec Daniel Jenny, commence sa carrière en festival international et, à ce jour, comptabilise plus de 120 sélections et prix.
Pendant le confinement, Stéphane Guénin réalise un court-métrage, 1/24 Heures du Mans sur la demande du président de le cinémathèque française, Costa Gavras, ce film s'inscrivant dans la sélection de l'appel à films et la rubrique "lettres de cinéma" mise à disposition par la cinémathèque française pour pallier la fermeture des salles en France et à l'étranger. Ce film obtiendra deux prix au premier festival des films de quarantaine, organisé en Inde.
Il a achevé, en tant que réalisateur, producteur et scénariste, son troisième long-métrage, une production Italo-franco-américaine intitulée, Hard Skills qui est sorti en distribution internationale à partir du 18 juillet 2023, selon les pays.

## Filmographie
- 1995 : Le Cluedo (4 épisodes), scénariste
- 2000 : Fer 5[14]
- 2001 : Gun![15]
- 2001 : Janus[16]
- 2003 : Le 7e mensonge[17],[18]
- 2007 : Les cannois rendent hommage au 60e festival de Cannes[19]
- 2007 : Les coulisses du Trophée Eric Bompard[20]
- 2009 : Stigmatize[21]
- 2011 : Le Trio Solstice[22]
- 2012 : Mission:Apo11o[23]
- 2013 : L'Engagement 1.0[24]
- 2015 : (Little) Red Riding Hood[25]
- 2020 : 1/24 Heures du Mans[12]
- 2023 : Hard Skills[13]